# Zosime major
Zosime major är en kräftdjursart som beskrevs av Georg Ossian Sars 1919. Zosime major ingår i släktet Zosime och familjen Tisbidae. Arten är reproducerande i Sverige. Inga underarter finns listade i Catalogue of Life.